# Хлебна гума
Хлебна гума или мека гума е инструмент, който се използва предимно от художници. Обиновено е направена от сив или бял мек материал, който прилича на маджун или дъвка. Материалът може да бъде боядисан в най-различни цветове и дори да бъде съединен с други парчета хлебна гума, позволявайки по този начин създаването не само на разноцветни гуми, но и на по-големи такива, които съответно да могат да трият по-големи площи. Този вид гума може да се използва за триене на графит или въглен като за разлика от стандартните гуми не ги премахва изцяло.
Поради мекият си характер хлебните гуми могат да бъдат оформени с ръка за по-прецизно триене, което ги прави особено полезни при създаване на светлосенки.
Веществото, от което са направени, ги прави неподходящи за изтриване на големи повърхности или такава, които превишават определена температура. При продължително триене създадената топлина може да размекне и дори залепи гумата върху повърхността, която употребяващият я иска да обработи. Чрез съединяването на няколко гуми увеличената обща площ позволява по-равномерно разпределяне на топлината и по-малка вероятност от повреда.
Друг недостатък е постепенното изхабяване на гумата. За разлика от стандартните гуми, които могат да трият със същото качество като при закупуването им (освен ако не са замърсени с вещество, за което не са предвидени), тук се наблюдава „изтощаване“ на гумата, т.е. с течение на времето поради употреба гумата абсорбира от графита/въглена, което постепенно води до все по-слаб триещ ефект. Противно на този недостатък хлебната гума може да се използва за по-продължителен период от време в сравнение със стандартната такава, защото може да се почисти със сапун, веро или друг почистващ препарат и на ръка.